# Мен Ліньдже
Мен Ліньдже (кит.: 孟令哲; нар. 4 квітня 1998, Менхай, округ Дінтао, місто Хецзе, провінція Шаньдун) — китайський борець греко-римського стилю, срібний та бронзовий призер чемпіонатв Азії, срібний призер Азійських ігор, бронзовий призер Олімпійських ігор.

## Життєпис
У 2015 році став срібним призером чемпіонату Азії серед юніорів. Наступного року на цих же змаганнях здобув бронзову медаль.

## Спортивні результати на міжнародних змаганнях

### Виступи на Олімпіадах
| Змагання                    | Збірна | Вагова категорія                  | Місце  |
| --------------------------- | ------ | --------------------------------- | ------ |
| Літні Олімпійські ігри 2024 | Китай  | греко-римська боротьба, до 130 кг | Бронза |

### Виступи на Чемпіонатах світу
| Змагання                        | Збірна | Вагова категорія                  | Місце |
| ------------------------------- | ------ | --------------------------------- | ----- |
| Чемпіонат світу з боротьби 2018 | КНР    | греко-римська боротьба, до 130 кг | 7     |
| Чемпіонат світу з боротьби 2019 | КНР    | греко-римська боротьба, до 130 кг | 16    |
| Чемпіонат світу з боротьби 2022 | КНР    | греко-римська боротьба, до 130 кг | 23    |
| Чемпіонат світу з боротьби 2023 | КНР    | греко-римська боротьба, до 130 кг | 5     |

### Виступи на Чемпіонатах Азії
| Змагання                       | Збірна | Вагова категорія                  | Місце  |
| ------------------------------ | ------ | --------------------------------- | ------ |
| Чемпіонат Азії з боротьби 2019 | КНР    | греко-римська боротьба, до 130 кг | 8      |
| Чемпіонат Азії з боротьби 2023 | КНР    | греко-римська боротьба, до 130 кг | Срібло |

### Виступи на Азійських іграх
| Змагання                        | Збірна | Вагова категорія                  | Місце  |
| ------------------------------- | ------ | --------------------------------- | ------ |
| Азійські ігри в приміщенні 2017 | КНР    | греко-римська боротьба, до 98 кг  | 5      |
| Азійські ігри 2018              | КНР    | греко-римська боротьба, до 130 кг | 7      |
| Азійські ігри 2022              | КНР    | греко-римська боротьба, до 130 кг | Срібло |

### Виступи на інших змаганнях
| Змагання                                                     | Збірна | Вагова категорія                  | Місце  |
| ------------------------------------------------------------ | ------ | --------------------------------- | ------ |
| Гран-прі Парижа з боротьби 2016                              | КНР    | греко-римська боротьба, до 98 кг  | Бронза |
| Гран-прі Угорщини з боротьби 2016                            | КНР    | греко-римська боротьба, до 98 кг  | 20     |
| Гран-прі Угорщини з боротьби 2018                            | КНР    | греко-римська боротьба, до 130 кг | Срібло |
| Кубок Тахті 2019                                             | КНР    | греко-римська боротьба, до 130 кг | 8      |
| Гран-прі Угорщини з боротьби 2019                            | КНР    | греко-римська боротьба, до 130 кг | 19     |
| Турнір Дана Колова — Николи Петрова 2019                     | КНР    | греко-римська боротьба, до 130 кг | 12     |
| Меморіал Олега Караваєва 2019                                | КНР    | греко-римська боротьба, до 130 кг | 8      |
| Кубок Владислава Пітласинські 2019                           | КНР    | греко-римська боротьба, до 130 кг | Срібло |
| Меморіал Маттео Пелліконе 2020                               | КНР    | греко-римська боротьба, до 130 кг | Бронза |
| Олімпійський кваліфікаційний турнір з боротьби 2020 (Алмати) | КНР    | греко-римська боротьба, до 130 кг | Бронза |
| Кубок Владислава Пітласинські 2022                           | КНР    | греко-римська боротьба, до 130 кг | Срібло |
| Меморіал Іона Корнеану і Ладислава Сімона 2022               | КНР    | греко-римська боротьба, до 130 кг | Золото |
| Відкритий чемпіонат Загреба з боротьби 2023                  | КНР    | греко-римська боротьба, до 130 кг | Бронза |
| Турнір Ібрагіма Мустафи 2023                                 | КНР    | греко-римська боротьба, до 130 кг | 8      |
| Турнір К. У. Кожомкула і Р. Санатбаєва 2023                  | КНР    | греко-римська боротьба, до 130 кг | 7      |
| Меморіал Імре Поляка та Яноша Варги 2023                     | КНР    | греко-римська боротьба, до 130 кг | 7      |
| Відкритий чемпіонат Загреба з боротьби 2024                  | КНР    | греко-римська боротьба, до 130 кг | Срібло |

### Виступи на змаганнях молодших вікових груп
| Змагання                                      | Збірна | Вагова категорія                  | Місце  |
| --------------------------------------------- | ------ | --------------------------------- | ------ |
| Чемпіонат Азії з боротьби серед юніорів 2015  | КНР    | греко-римська боротьба, до 96 кг  | Срібло |
| Чемпіонат Азії з боротьби серед юніорів 2016  | КНР    | греко-римська боротьба, до 96 кг  | Бронза |
| Чемпіонат світу з боротьби серед юніорів 2016 | КНР    | греко-римська боротьба, до 96 кг  | 22     |
| Чемпіонат світу з боротьби серед юніорів 2018 | КНР    | греко-римська боротьба, до 130 кг | 15     |